# Aleksandra Hornik
Aleksandra Hornik (ur. 17 grudnia 1996 w Poznaniu) – sportowiec, polska lekkoatletka, biegaczka na orientację.

## Kariera sportowa
Pierwszy sukces na arenie międzynarodowej odniosła w 2016 roku podczas Mistrzostwa świata juniorów w szwajcarskiej górskiej dolinie Engadyna, gdzie w biegu indywidualnym na średnim dystansie zdobyła srebrny medal. Podczas Akademickich mistrzostwa świata w 2018 w fińskim Kuortane, gdzie w sztafecie mieszanej wraz z Agatą Stankiewicz, Piotrem Parafianowiczem i Krzysztofem Wołowczykiem zdobyli srebrny, a w biegu indywidualnym zdobyła brązowy medal na dystansie sprinterskim.
W 2019 w Wuhan podczas Światowych igrzysk wojskowych wraz z Agatą Olejnik i Hanną Wiśniewską w biegu na orientację w drużynie jak i w sztafecie zdobyły srebrne medale. Natomiast w biegu indywidualnym, średniodystansowym zdobyła medal brązowy.
Jest żołnierzem Sił Zbrojnych RP (wojsk powietrznych) w stopniu wojskowym, szeregowego